# Thomas De Gendt
Ne doit pas être confondu avec Thomas Degand.

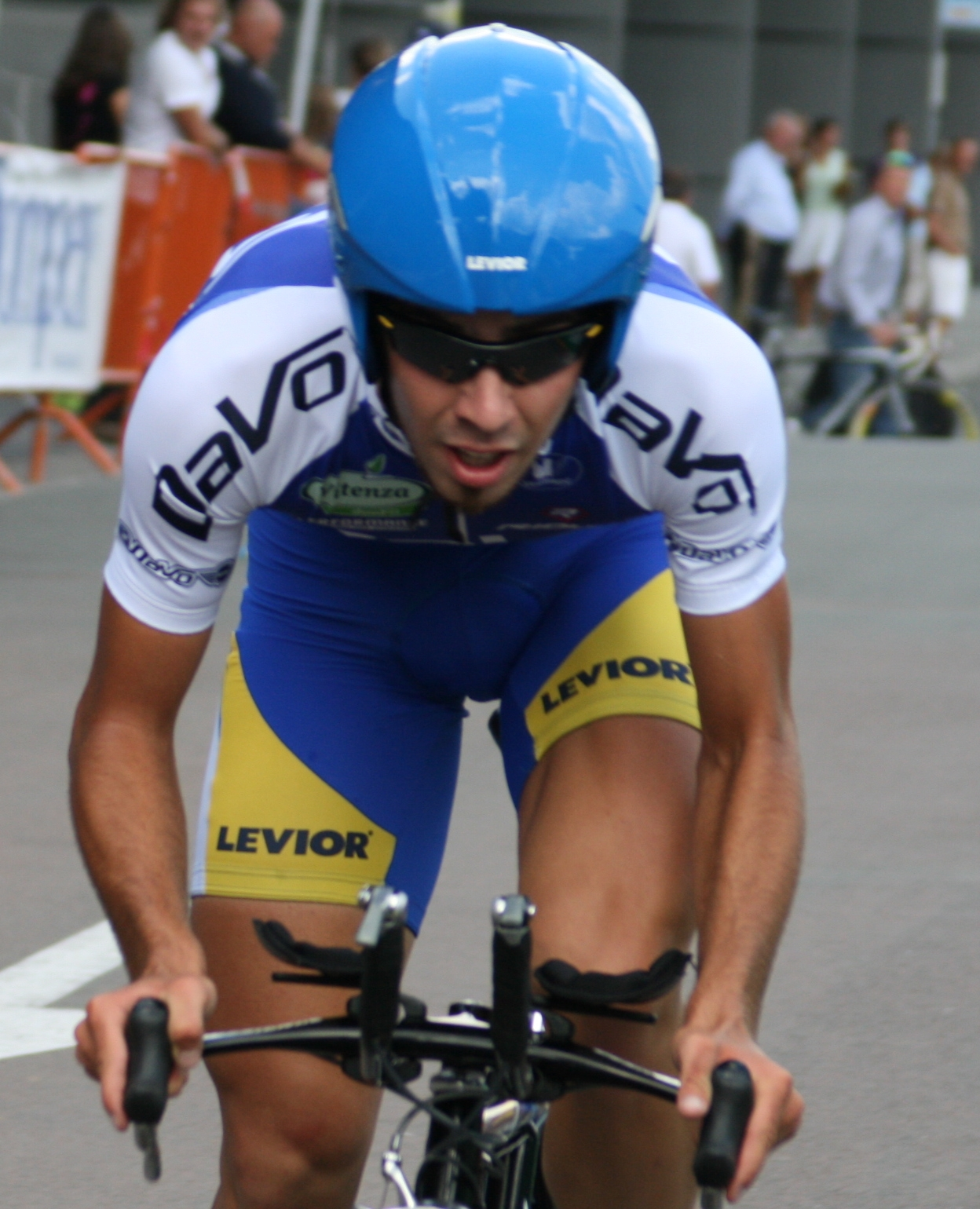
Thomas De Gendt lors du championnat de Belgique espoirs du contre-la-montre en 2008.

Thomas De Gendt  (né le 6 novembre 1986 à Saint-Nicolas) est un coureur cycliste belge.
Professionnel de 2009 à 2024, il s'est notamment classé troisième du Tour d'Italie 2012 et a remporté lors de cette édition la 20e étape, au col du Stelvio. Spécialiste des échappées en montagne, il a remporté des étapes sur les trois grands tours et terminé 22 des 25 grands tours auxquels il a participé.

## Biographie

### Jeunesse et carrière amateur
Pendant son enfance, Thomas De Gendt pratique le football, dans la même équipe que Kristof Goddaert, autre futur cycliste professionnel qui est également un camarade de classe à Kemzeke. Il dispute ses premières courses cyclistes à l'âge de dix ans, aux Pays-Bas. 
En 2005, à 18 ans, il arrive en catégorie espoirs (moins de 23 ans). En 2006, il intègre l'équipe continentale belge Unibet-Davo. Durant cette saison, il gagne trois courses, à Semmerzake, Beyne-Heusay et Bottelare, ainsi que les classements par points et de la montagne du Tour de Thuringe, en s'y montrant offensif. En fin de saison, il est troisième du Grand Prix Joseph Bruyere, dernière manche de la Topcompétition, remporté par Jelle Vanendert. Il participe avec Unibet-Davo au Tour de l'Avenir, qu'il termine à la 61e place. En 2007, il gagne six courses, dont une étape du Tour de Namur et du Tour de Thuringe, et se classe troisième du Tour de Liège et cinquième du Tour de Namur. En 2008, il porte son nombre de victoires dans l'année à dix et est l'un des meilleurs espoirs belges. En mars, il s'impose au Grand Prix de Waregem, puis remporte en avril sa première course par étape, le Triptyque des Monts et Châteaux. Il gagne ensuite deux étapes du Triptyque ardennais, dont un contre-la-montre, et prend la deuxième place du classement final, derrière Jan Bakelants. En juin, il est vainqueur d'étape au Tour de Navarre et devient champion provincial de Flandre-Orientale du contre-la-montre. En fin de saison, il gagne le Grand Prix Joseph Bruyère, en battant au sprint Thomas Degand. Avec l'équipe de Belgique, il participe à la course en ligne des moins de 23 ans aux championnats du monde sur route à Varèse, en Italie.

### Carrière professionnelle

#### Premières années chez Topsport Vlaanderen (2009-2010)

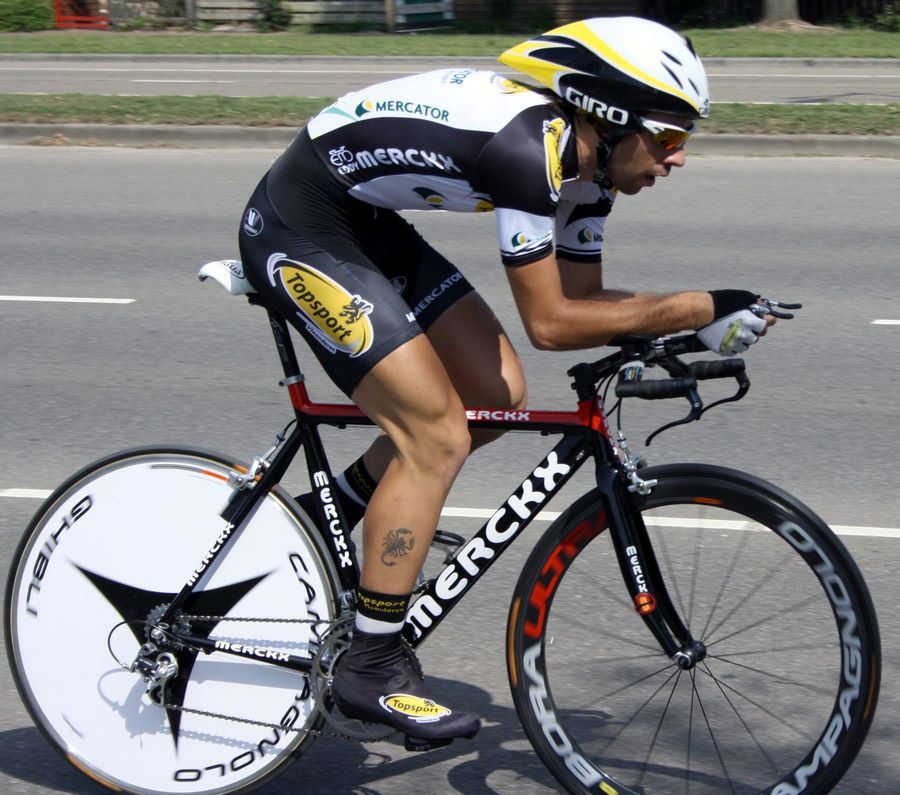
Thomas De Gendt lors de l'Eneco Tour 2009.

En 2009, Thomas De Gendt devient professionnel au sein de l'équipe Topsport Vlaanderen-Mercator, avec plusieurs autres jeunes coureurs belges, dont son coéquipier chez Davo Ben Hermans et Jan Bakelants. Durant cette première saison professionnelle, il se distingue à plusieurs reprises par son comportement offensif. Ainsi en septembre, lors du Tour de Grande-Bretagne, il est échappé pendant plus de 600 kilomètres lors des huit étapes de la course, ce qui lui permet de remporter les classements de la montagne et des sprints intermédiaires. Pendant l'été, il gagne une étape du Tour de Wallonie et l'Internationale Wielertrofee Jong Maar Moedig. Il se classe quatrième du Grand Prix de la Forêt-Noire et septième du championnat de Belgique du contre-la-montre.
En 2010, il ne gagne pas de course mais obtient plusieurs places d'honneur. En début de saison, il est quatrième de l'Étoile de Bessèges, dont il gagne le classement de la montagne. Au printemps, il est deuxième de la Flèche brabançonne, cinquième du Tour de Belgique et troisième du Ster Elektrotoer. À nouveau septième du championnat de Belgique du contre-la-montre en août, il est troisième d'une étape de l'Eneco Tour, course figurant au calendrier de l'UCI ProTour.

#### Grimpeur chez Vacansoleil-DCM  (2011-2013)
Thomas De Gendt rejoint en 2011 l'équipe Vacansoleil-DCM, qui obtient cette année-là une licence ProTeam, lui permettant de participer à toutes les courses de l'UCI World Tour. Le manager de l'équipe, Daan Luijkx, dit apprécier son comportement offensif en course et l'engage pour deux ans. Actif sur le Tour Down Under où il termine notamment second de la 4e étape remportée par Cameron Meyer, puis 9e du classement général au Tour de l'Algarve,, il continue sur sa lancée en remportant la première étape de Paris-Nice après avoir devancé les sprinteurs et en portant le maillot jaune plusieurs jours de suite. Il remporte en mai la troisième étape du Circuit de Lorraine et passe alors en tête de l'épreuve. Cependant, la deuxième place d'Anthony Roux lors de la dernière étape permet à celui-ci de s'imposer au classement final. En juin, Thomas De Gendt s'adjuge l'étape reine du Tour de Suisse en partant dans une échappée matinale, comportant entre autres Andy Schleck et Jan Bakelants, et en gardant une trentaine de secondes d'avance sur Andy Schleck au sommet du dernier col de première catégorie. Au Tour de France, après avoir lourdement chuté plusieurs fois lors des premières étapes, et avoir été au bord de l'abandon, il termine sixième de l'étape arrivant à l'Alpe d'Huez et quatrième du contre-la-montre de Grenoble. Daan Luijkx, jugeant les résultats de Thomas De Gendt inattendus, prolonge son contrat jusqu'à la fin de l'année 2012.
En mars 2012, il gagne la septième étape de Paris-Nice. Après 48 kilomètres, il s'échappe du peloton avec Rein Taaramäe. Il lâche Taaramäe dans la dernière montée et s'impose en solitaire sur la Promenade des Anglais à Nice, avec six minutes d'avance sur l'Estonien et neuf minutes sur le peloton. Il participe en mai au Tour d'Italie, son deuxième grand tour après le Tour de France 2011. Au cours de la quatorzième étape, la première véritable étape de montagne, De Gendt se classe huitième, terminant avec des coureurs comme Scarponi, Basso et Fränk Schleck. Grâce à ce résultat, il figure à la 14e place du général. Sa forme continue à s'améliorer et avant le week-end final, il grimpe à la huitième place, à cinq minutes de Joaquim Rodríguez. Lors de la 20e et avant-dernière étape, l'étape reine avec la montée du légendaire Stelvio, il s'échappe dans la descente du col du Mortirolo. Son avance dans la montée finale du Stelvio dépasse les cinq minutes, il est alors tout proche d'être virtuel leader du tour. Cependant, le groupe maillot rose, d'abord sur l'impulsion de Sergio Henao puis de Ryder Hesjedal revient à 3 minutes et 30 secondes à l'arrivée de l'étape. De Gendt remporte l'étape et se replace à la quatrième place du classement général. Il devient également la troisième Belge après Eddy Merckx et Lucien Van Impe à remporter la Cima Coppi.  Lors de l'ultime étape de l'épreuve, il finit à la cinquième place du contre-la-montre en devançant notamment les autres coureurs figurant parmi les 30 premiers du classement général. Ce résultat lui permet de ravir la troisième place au classement général, occupée jusque-là par le tenant du titre Michele Scarponi. Il est le premier Belge à atteindre le podium du Tour d'Italie depuis le sacre de Johan De Muynck en 1978. Il participe également en fin de saison au Tour d'Espagne, où il ne renouvelle pas ses performances du Giro mais obtient une deuxième place sur la 16e étape, devancé par Dario Cataldo.

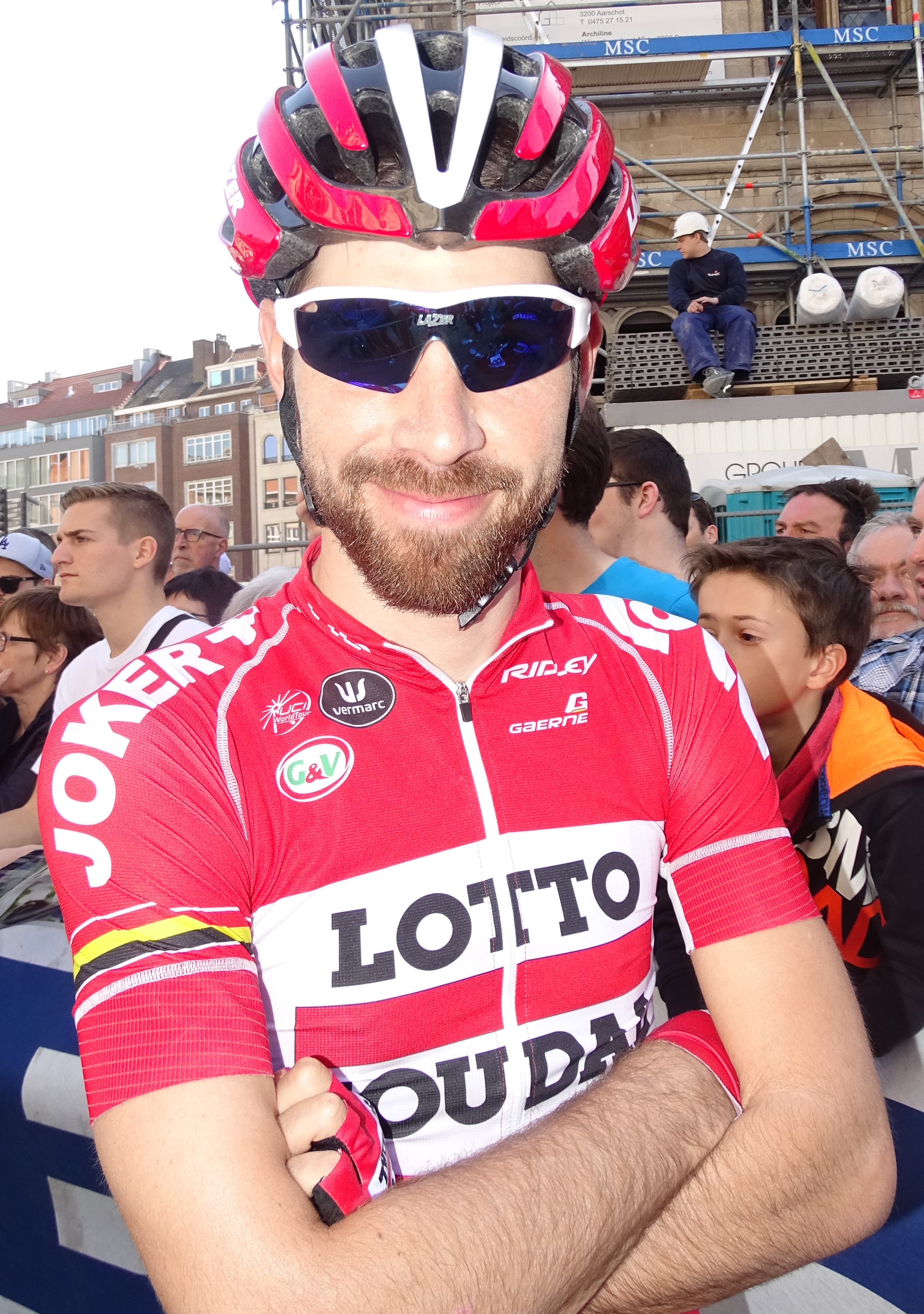
Thomas De Gendt lors du départ de la Flèche brabançonne 2015 à Louvain.

En 2013, il reprend la compétition en Australie lors du Tour Down Under. Il réalise une saison décevant en raison de problèmes de genou. Sa seule victoire de l'année est la 7e étape du Tour de Catalogne. Lors du Tour de France, il perd près de 30 minutes sur ses concurrents dès la première semaine. Dans la 5e étape, il est à l'attaque toute la journée et élu combatif du jour. Lors de la 11e étape, un contre-la-montre de 33 kilomètres avec une arrivée au Mont Saint-Michel, il se classe troisième derrière le champion du monde Tony Martin et le maillot jaune Christopher Froome. Ceci est la meilleure performance d'un belge dans un contre-la-montre du Tour depuis Eric Vanderaerden en 1985 (lors du Tour de France 2011, De Gendt est finalement déclaré troisième du contre-la-montre de la 20e étape, après la disqualification de Contador). En septembre, il est exclu du Tour d'Espagne, pour remorquage prolongé auprès de la voiture du directeur sportif. En octobre, il est annoncé qu'il rejoint l'équipe World Tour Omega Pharma-Quick Step à partir de 2014.

#### Equipier chez Omega Pharma-Quick Step (2014)
En 2014, sa tâche principale est d'aider son nouveau coéquipier Rigoberto Urán dans les courses par étapes. Il participe à son deuxième Tour d'Italie, où il perd près d'une heure et demie sur le maillot rose au cours de la première semaine. Il joue un rôle clé dans le contre-la-montre par équipes de la première semaine et, la deuxième semaine, il termine huitième du contre-la-montre sur 42 kilomètres de la 12e étape, où il doit faire face au mauvais temps et à un changement de vélo. Lors de la 17e étape, il est à l'attaque toute la journée, mais au sprint, il se classe quatrième. Le lendemain, il est à nouveau dans l'échappée. Au pied de la longue montée finale de près de 20 kilomètres, il lance plusieurs attaques et semble en mesure de gagner l'étape, mais termine finalement sixième après avoir été repris.

#### Baroudeur chez Lotto-Soudal (2015-2024)
En 2015, il rejoint Lotto-Soudal, une autre équipe World Tour belge, avec un rôle d'électron libre. La saison commence bien pour lui, puisqu'il gagne le maillot à pois du meilleur grimpeur sur Paris-Nice. Il participe ensuite au Tour de France,où il termine deux fois dans le top 10 d'une étape.
Lors d'un entraînement en Espagne en février 2016, De Gendt ainsi que son coéquipier Gert Dockx sont percutés et blessés par une voiture. Cela ne l'empêche pas de remporter en mars la quatrième étape du Tour de Catalogne. Au Tour de France de cette année-là, il est deuxième de la cinquième étape derrière Greg Van Avermaet, ce dernier prenant le maillot jaune. De Gendt remporte quelques jours plus tard l'étape du Mont Ventoux et endosse le même jour le maillot à pois du meilleur grimpeur. Il participe à une longue échappée et réussit à battre au sprint Serge Pauwels et Daniel Navarro. Après sa victoire sur le Stelvio en 2012, c'est sa deuxième victoire sur une ascension mythique et il devient le deuxième Belge après Eddy Merckx vainqueur au Ventoux. Dans le dernier contre-la-montre du Tour, il termine également dans le top 10.
Il entame sa saison 2017 lors du Tour Down Under, dans lequel il est le lauréat du classement de montagne. Au Critérium du Dauphiné, il gagne la première étape, après quoi il  passe cinq jours avec le maillot de leader. Il se distingue en juillet lors du Tour de France en raison de son esprit offensif. Il parcourt plus de 1000 kilomètres en échappée, répartis sur onze étapes. Cependant, le prix de super-combatif revient à Warren Barguil. En septembre, il s'adjuge la dix-neuvième étape du Tour d'Espagne. À l'arrivée à Gijón, il s'impose au sprint devant Jarlinson Pantano et Iván García, entre autres. Grâce à ce succès, il a remporté des étapes sur les trois grands tours
En 2018, il gagne à nouveau le classement de la montagne sur Paris-Nice. Il remporte deux nouvelles étapes sur des courses World Tour : la troisième étape du Tour de Catalogne et la deuxième étape du Tour de Romandie. Il est également lauréat du classement par points et de la montagne du Tour de Romandie. En septembre, il s'adjuge le Grand Prix de la montagne du Tour d'Espagne. Cela fait de lui le premier Belge à remporter le classement de montagne d’un grand tour depuis Lucien Van Impe sur le Tour de France 1983. Il est le huitième belge à remporter le classement de montagne d'un grand tour, mais le premier belge de l'histoire sur le Tour d'Espagne.
En 2019, il annonce son intention de prendre part pour la première fois aux trois grands tours la même année. En mars, il gagne en solitaire la 1re étape du Tour de Catalogne, après avoir distancé ses compagnons d'échappée à une cinquantaine de kilomètres de la ligne d'arrivée. Il conserve la tête du classement général pendant trois jours. Lors du Tour de France, il remporte en solitaire la huitième étape de Mâcon à Saint-Étienne. Il est membre d'une échappée composée d'Alessandro De Marchi, Ben King et Niki Terpstra, mais il parvient à s'isoler et à résister au retour des favoris pour gagner sa deuxième étape sur le Tour après 2016. Il s'agit de la quinzième victoire de sa carrière, toutes obtenues après une échappée, dont treize sur des épreuves du circuit World Tour. Fin juillet, il est sélectionné pour représenter son pays aux championnats d'Europe de cyclisme sur route. Il s'adjuge à cette occasion la quatrième place du relais mixte.
En 2020, il ne remporte aucune course, mais participe successivement au Tour de France et au Tour d'Italie, qui ont lieu en septembre et en octobre. Sur le Tour, il est essentiellement équipier du sprinteur australien Caleb Ewan, qui remporte deux victoires d'étapes à Sisteron et à Poitiers. Plus libre sur le Giro, il passe tout près de la victoire sur la 5e étape, mais laisse filer Filippo Ganna dans le final. Lors de la 17e étape, en haute montagne, il est présent dans l'échappée et prend la troisième place, seulement devancé par l'Australien Ben O'Connor et l'Autrichien Hermann Pernsteiner. En 2022, il gagne la 8e étape du Tour d'Italie à l'issue d'un sprint à quatre, bénéficiant de la supériorité numérique de sa formation avec la présence de son compatriote Harm Vanhoucke.
Il termine sa carrière le 22 septembre 2024 à l'issue de la course Paris-Chauny. Sa carrière comptabilise 25 grand tours, 1475 journées passées dans le peloton dont 17 victoires, toutes acquises au terme d’une échappée. Loin de n'être qu'un baroudeur, il a fait état de solides capacités de rouleur en se classant à trois reprises troisième d'un contre-la-montre du Tour de France, en 2011, 2013 et 2019. Il conclut également sa carrière avec un podium en grand tour obtenu sur le Tour d'Italie 2012, marqué par sa victoire au Stelvio.

## Style
Thomas De Gendt est considéré comme un baroudeur. Il a obtenu toutes ses victoires professionnelles en s'échappant en début de course, pour anticiper la bagarre entre les favoris. Sa victoire à Saint-Etienne sur le Tour 2019 illustre l'ensemble de ses qualités : échappé dès le début d'une étape vallonnée et exigeante, il distance un à un tous ses compagnons d'échappée, et parvient à résister au retour du peloton, pourtant revenu à 30 secondes à dix kilomètres de l'arrivée, et où s'était engagée une bataille intense entre les favoris. Tous les observateurs du Tour soulignent à cette occasion l'exploit athlétique ainsi que le panache exceptionnel dont a fait preuve Thomas De Gendt pour remporter cette victoire. 
Ses qualités en haute montagne lui ont permis de remporter l'étape du Tour au Mont Ventoux, mais surtout l'étape-reine du Giro 2012, dont il a pris la troisième place au classement général. Malgré ce résultat encourageant, De Gendt refuse d'adopter une préparation spécifique pour viser les classements généraux des grands tours. À ce sujet, il déclare en 2019 : "Lorsque vous jouez le général, vous devez être là tous les jours, et c'est très stressant. Tout peut mal tourner en une fraction de seconde. Je ne pouvais pas gérer ce stress. Les échappées me conviennent beaucoup plus et finalement, je pense avoir un palmarès plus grand que si je m'étais concentré sur les classements généraux". 
Du fait de son profil de baroudeur-grimpeur, De Gendt est systématiquement désigné comme l'un des favoris pour la victoire au classement de la montagne (il a remporté le maillot à pois bleus du Tour d'Espagne 2018) et pour l'obtention du prix de la combativité sur les grands tours (il a été élu coureur le plus combatif du Tour d'Italie 2020). 
Très bon rouleur, De Gendt est capable d'obtenir de belles places d'honneur lors d'épreuves de contre-la-montre, ainsi que de maintenir un rythme élevé en tête du peloton pendant plusieurs dizaines de kilomètres. Il n'hésite d'ailleurs pas à se mettre entièrement au service de ses équipiers lors d'étapes de plaine, notamment André Greipel, puis Caleb Ewan dans l'équipe Lotto-Soudal. 

## Palmarès

### Carrière amateur
| - 2004 - 2e étape de la Vuelta al Besaya - 2e de la Vuelta al Besaya - 2006 - 3e du Grand Prix Joseph Bruyère - 2007 - 3e étape du Tour de Thuringe - 4e étape du Tour de Namur - Stadsprijs Geraardsbergen - 3e du Tour de Liège | - 2008 - Grand Prix Waregem - Triptyque des Monts et Châteaux : - Classement général - 1re étape - 4e étape du Tour de Navarre - 3ea et 3eb étapes du Triptyque ardennais - 4e étape du Tour de Namur - Grand Prix Joseph Bruyère - 2e du Triptyque ardennais - 3e du Circuit de Wallonie |  |

### Carrière professionnelle
| - 2009 - Internationale Wielertrofee Jong Maar Moedig - 4e étape du Tour de Wallonie - 2010 - 2e de la Flèche brabançonne - 3e du Ster Elektrotoer - 2011 - 1re étape de Paris-Nice - 3e étape du Circuit de Lorraine - 7e étape du Tour de Suisse - 2e du Circuit de Lorraine - 2012 - 7e étape de Paris-Nice - 20e étape du Tour d'Italie - 3e du Tour d'Italie - 2013 - 7e étape du Tour de Catalogne - 2016 - 4e étape du Tour de Catalogne - 12e étape du Tour de France | - 2017 - 1re étape du Critérium du Dauphiné - 19e étape du Tour d'Espagne - 2018 - 3e étape du Tour de Catalogne - 2e étape du Tour de Romandie - Classement de la montagne du Tour d'Espagne - 2e du championnat de Belgique du contre-la-montre - 2019 - 1re étape du Tour de Catalogne - 8e étape du Tour de France - 2020 - Prix de la combativité du Tour d'Italie - 2021 - 7e étape du Tour de Catalogne - 2022 - 8e étape du Tour d'Italie |  |

### Résultat sur les grands tours

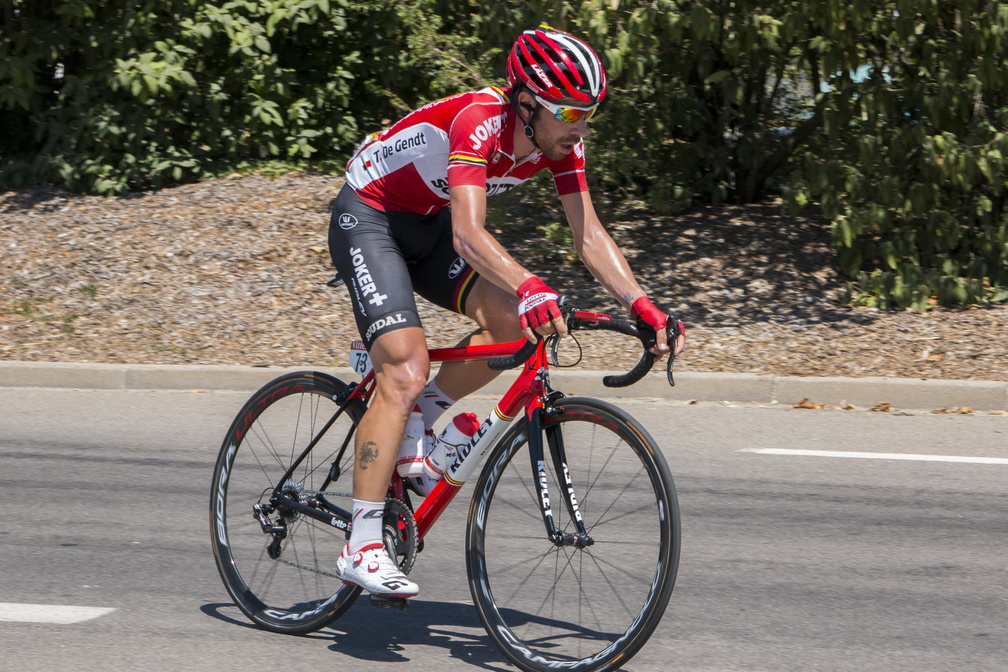
Thomas de Gendt durant le Tour de France 2015

#### Tour de France
9 participations
- 2011 : 63e
- 2013 : 96e
- 2015 : 67e
- 2016 : 40e, vainqueur de la 12e étape
- 2017 : 51e
- 2018 : 65e
- 2019 : 60e, vainqueur de la 8e étape
- 2020 : 52e
- 2021 : 82e

#### Tour d'Italie
6 participations
- 2012 : 3e, vainqueur de la 20e étape
- 2014 : 65e
- 2019 : 51e
- 2020 : 41e,  vainqueur du prix de la combativité
- 2021 : abandon (16e étape)
- 2022 : 74e, vainqueur de la 8e étape

#### Tour d'Espagne
10 participations
- 2012 : 62e
- 2013 : exclu pour "remorquage" (10e étape)
- 2015 : abandon (14e étape)
- 2016 : 65e
- 2017 : 57e, vainqueur de la 19e étape
- 2018 : 67e,  vainqueur du classement de la montagne
- 2019 : 56e
- 2022 : 80e
- 2023 : 99e
- 2024 : 88e

### Classements mondiaux
| Année                                 | 2007 | 2008 | 2009 | 2010 | 2011 | 2012 | 2013 | 2014 | 2015 | 2016  | 2017  | 2018  | 2019 | 2020 | 2021 | 2022 | 2023  |
| ------------------------------------- | ---- | ---- | ---- | ---- | ---- | ---- | ---- | ---- | ---- | ----- | ----- | ----- | ---- | ---- | ---- | ---- | ----- |
| Calendrier mondial                    |      |      | nc   | 239e |      |      |      |      |      |       |       |       |      |      |      |      |       |
| UCI World Tour                        |      |      |      |      | 126e | 38e  | 145e | 213e | nc   | 104e  | 112e  | 124e  |      |      |      |      |       |
| Classement mondial                    |      |      |      |      |      |      |      |      |      | 230e  | 252e  | 302e  | 231e | 317e | 906e | 590e | 2705e |
| UCI Europe Tour                       | 967e | 213e | 154e | 78e  |      |      |      |      |      | 1165e | 1220e | 1020e | 193e | 262e | 694e | 460e | nc    |
|                                       |      |      |      |      |      |      |      |      |      |       |       |       |      |      |      |      |       |
| Légende : nc = non classéSource : UCI |      |      |      |      |      |      |      |      |      |       |       |       |      |      |      |      |       |